# Бомбашки напад у Харкову 2015.
Бомбашки напад на Харков 2015. догодио се 22. фебруара 2015. године, када је бомба погодила митинг украјинског националног јединства у украјинском граду Харкову, област Харков. У експлозији су погинуле најмање три особе, а повређено је још 10, укључујући дечака од 15 година и полицајца. Дана 25. фебруара број умрлих је порастао на четири. Био је то један од многих бомбашких напада у градовима Харковске и Одеске области.
Снаге безбедности Украјине ухапсиле су четири особе након напада. Касније се догодило још напада у граду.
Блумберг је известио да је смртоносни напад у граду који контролише влада допринео паду хривње, украјинске националне валуте.
Осумњичени Виктор Тетјуцк, Сергеј Башликов и Володимир Дворников осуђени су 28. децембра 2019. на доживотну казну затвора. Они су пуштени (током велике размене затвореника) и предати представницима Доњецке Народне Републике и Луганске Народне Републике 29. децембра 2019. године.